# Línea DM1 (Montevideo)
La línea DM1 es una línea diferencial y metropolitana que une el barrio de Punta Carretas con Villa García. 

## Creación
Fue creada en 2008 como la primera línea diferencial y metropolitana por resolución del Ministerio de Transporte y Obras Públicas para unir la terminal de Punta Carretas con Zonamerica, en intersección de las rutas 8 y 102. Su tarifa es única, dentro del Sistema de Transporte Metropolitano, caracterizándose por ser más elevada que el de otras líneas diferenciales y suburbanas (al igual que la línea C5).
La línea realiza una conexión por distintos barrios de la Montevideo, tales como son Punta Carretas, Villa Biarritz, Pocitos, Buceo, Malvín, Punta Gorda, Carrasco y Carrasco Norte. Además de atravesar dos ciudades del departamento de Canelones la Ciudad de la Costa y Ciudad Líber Seregni, para culminar en Villa García, barrio del departamento de Montevideo. 
Atravesando también por tres de los centros comerciales más importantes de Montevideo, los shoppings de Punta Carretas, Montevideo, Portones y el hipermercado Geant, además, accede al Aeropuerto Internacional de Carrasco. La línea también es de extremo apoyo para los días de encuentros deportivos en el Estadio Campeón del Siglo, ubicado frente a Zonamerica. Ante la apertura de la  Facultad de Veterinaria, la línea será estrategia para aquellos estudiantes y docentes que residen en los barrios que ella sirve. 
Puntos importantes y estratégicos que atraviesa: 
- Shopping Punta Carretas
- World Trade Center Montevideo
- Montevideo Shopping
- Portones Shopping
- Hipermercado Géant
- Aeropuerto Internacional de Carrasco
- Estadio Campeón del Siglo
- Facultad de Veterinaria
- Laboratorios Miguel Rubino

## Operadores
Es operado por las compañías de transporte de Montevideo: Cutcsa, Ucot, Coetc y Comesa, en conjunto con la compañía Copsa de Canelones. Hasta el año 2016 fue operado también por la cooperativa Raincoop.

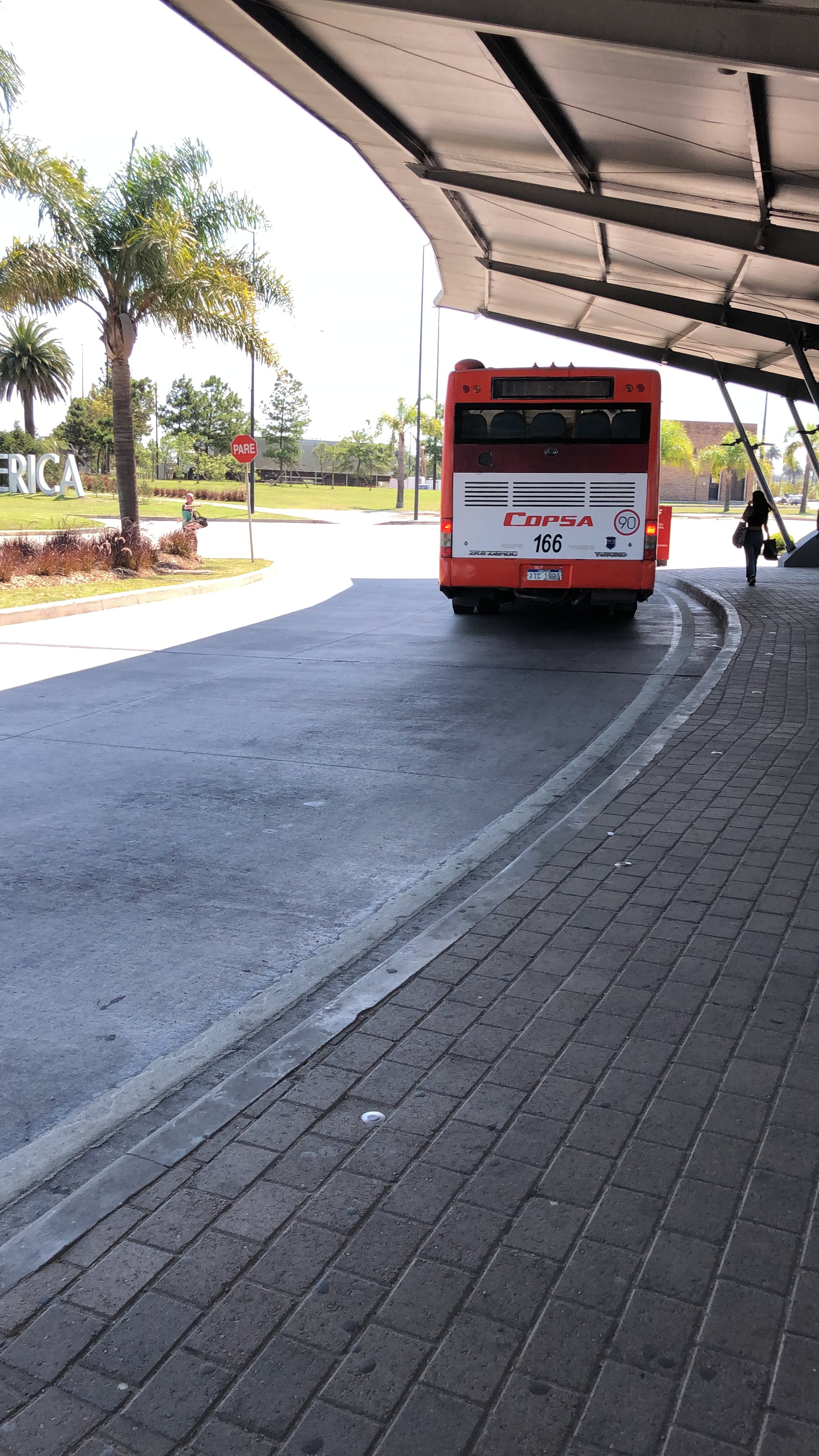
Línea DM1 servida por COPSA en la terminal Zonamerica

## Recorridos
| LÍNEA DM1 |

| Ida - Punta Carretas - Bv. Artigas - José Ellauri - Av. Brasil - Juan Benito Blanco - 26 de Marzo - Avenida Luis Alberto de Herrera - Teniente General Pablo Galarza - Miguel Grau - Tomás de Tezanos - Av. Rivera - Alejandro Gallinal - Aconcagua - Caramurú - Líbano - Av. Bolivia - Av. Italia - Av. Luis Giannattasio - Av. A la Playa - Av. de las Américas - Ruta IB - Rotonda - Aeropuerto de Carrasco - Rotonda - Ruta IB - Ruta 101 - Ruta Perimetral 102 - Zonamérica | Vuelta - Zonamérica - Ruta Perimetral 102 - Ruta 101 - Ruta IB - Rotonda - Aeropuerto de Carrasco - Rotonda - Ruta IB - Av. de las Américas - Av. A la Playa - Av. Luis Giannattasio - Av. Italia - Av. Bolivia - Av. Gral. José María Paz - Av. Rivera - Tomás Basañez - Saldanha da Gama - Pedro Bustamante - Tomás de Tezanos - 26 de Marzo - José Ellauri - Bv. Artigas - Punta Carretas |